# Barbie et le Lac des cygnes
Pour les articles homonymes, voir Le Lac des cygnes (homonymie).
Série Barbie
Barbie, princesse Raiponce
(2002) Barbie : Cœur de princesse
(2004)
Pour plus de détails, voir Fiche technique et Distribution.
Barbie et le Lac des cygnes, ou Barbie du Lac des cygnes au Québec, (Barbie of Swan Lake) est un film d'animation américano-canadien réalisé par Owen Hurley, sorti directement en vidéo en 2003.

## Synopsis
Monitrice dans une colonie de vacances, Barbie trouve sa petite sœur Shelly incapable de trouver le sommeil, persuadée qu'elle sera incapable d'avoir un bon résultat à la course qu'elle doit disputer le lendemain. Barbie décide de lui raconter l'histoire d'une jeune fille nommée Odette qui manquait cruellement de confiance alors qu'elle était destinée à accomplir de grandes choses. Odette est la fille d'un boulanger. Un jour, elle suit une licorne nommée Lila, venue imprudemment s'aventurer dans le village, jusqu'à la forêt enchantée où elle apprend qu'elle a le pouvoir de libérer tous les habitants du joug du cruel, puissant et méchant sorcier Rothbart. Mais le méchant sorcier Rothbart trouve la jeune et belle fille Odette et la transforme en un cygne blanc. Elle peut cependant reprendre apparence humaine du coucher au lever du soleil et c'est ainsi que le prince Daniel, venu chasser à la tombée du jour, tombe amoureux d'Odette. Il fait le vœu de la libérer de sa malédiction du méchant sorcier Rothbart et l'invite au bal donné en son honneur. Mais le méchant sorcier Rothbart a ses propres projets et, avec l'aide de sa fille Odile, compte bien tromper le prince Daniel.

## Fiche technique
- Titre original : Barbie of Swan Lake
- Titre français : Barbie et le Lac des cygnes
- Titre québécois : Barbie du Lac des cygnes
- Réalisation : Owen Hurley
- Scénario : Elana Lesser et Cliff Ruby, d’après le ballet Le Lac des cygnes de Tchaïkovski
- Direction artistique : Walter P. Martishius
- Musique : Arnie Roth, basée sur le ballet Le Lac des cygnes de Tchaïkovski
- Production : Jesyca C. Durchin et Jennifer Twiner McCarron ; Kim Dent Wilder et Rob Hudnut (exécutifs)
- Société de production : Mattel Entertainment, Mainframe Entertainment
- Société de distribution : Alliance Atlantis Vivafilm
- Pays d'origine : États-Unis, Canada
- Langue d'origine : anglais
- Format : couleur - son stéréo
- Genre : animation
- Durée : 81 minutes
- Dates de sortie :
  - États-Unis : 30 septembre 2003
  - France : 4 novembre 2003[2]

Sources : Générique du DVD, IMDb

## Distribution
| - Kelly Sheridan : Barbie/Odette - Mark Hildreth : le prince Daniel - Gina Stockdale : La Reine, la mère du prince Daniel - Brian Drummond : Reggie - Kelsey Grammer : le méchant sorcier Rothbart, le père d'Odile - Maggie Wheeler : Odile - Kathleen Barr : la Reine des fées et Marie, la sœur d'Odette - Venus Terzo : Lila - Ian James Corlett : Ivan - Nicole Oliver : Carlita - Michael Dobson : Erasmus, le troll - Chantal Strand : Kelly - Gary Chalk : Le boulanger, le père d'Odette | - Michèle Lituac : Barbie/Odette - Franck Tordjman : Le Prince Daniel - Blanche Ravalec : La Reine, la mère du prince Daniel - Christophe Lemoine : Reggie - Michel Le Royer : le méchant sorcier Rothbart, le père d'Odile - Dorothée Pousséo : Odile - Rafaèle Moutier : La Reine des fées - Virginie Mery : Marie, la sœur d'Odette - Barbara Beretta : Lila - Alexis Tomassian : Ivan - Marie-Eugénie Maréchal : Carlita - Patrick Préjean : Erasmus, le troll - Catherine Privat : Shelly - Joël Martineau : Le boulanger, le père d'Odette |

Source : Générique du DVD

## Chansons du film
- Le film contient des extraits du ballet Le Lac des cygnes de Tchaïkovski, interprétés par le London Symphony Orchestra.
- Wings - Leslie Mills

## Autour du film
Créée en 1959, la poupée Barbie est à l'origine de nombreux produits dérivés. Elle a également inspiré plusieurs films d’animation. Après Barbie Casse-noisette et Barbie, princesse Raiponce, Barbie et le Lac des Cygnes est la troisième de ces adaptations, suivie en 2004 par Barbie Cœur de princesse.
Ce film a fait l’objet d’une adaptation en jeu vidéo : Barbie Lac des Cygnes : La Forêt Enchantée.

## Distinctions

### Nominations
- DVD Exclusive Awards (en) 2003 : DVDX Award - Best Animated DVD Premiere Movie
- Golden Satellite Award 2004 : Best Youth DVD

Source : IMDb